# Jerónimo Saavedra
Jerónimo Saavedra Acevedo (Las Palmas de Gran Canaria, 3 de julio de 1936-Las Palmas de Gran Canaria, 21 de noviembre de 2023) fue un político, abogado laboralista y académico español, que desempeñó la Presidencia del Gobierno de Canarias en dos ocasiones, de 1983 a 1987, y nuevamente de 1991 a 1993.
Se convirtió en el primer presidente de las Islas Canarias tras el establecimiento del sistema de comunidades autónomas según la Constitución de 1978 y estuvo a cargo de estructurar la administración regional y supervisar la transición democrática en las islas. Saavedra también fue Ministro de Administraciones Públicas de España entre 1993 y 1995 y Ministro de Educación y Ciencia de España entre 1995 y 1996. Fue diputado del Congreso de los Diputados en la legislatura constituyente hasta 1983, senador en dos ocasiones y alcalde de su ciudad natal Las Palmas de Gran Canaria entre 2007 y 2011.
Saavedra es considerado una figura significativa en la historia LGBT española, siendo el primer político gay en ocupar varios altos cargos públicos.
Puso la voz a Benito Pérez Galdós en la animación de la película Benito Pérez Buñuel. Dirigida por Luis Roca Arencibia y producida por Marta de Santa Ana Pulido.

## Primeros años y educación
Saavedra nació en Las Palmas de Gran Canaria el 3 de julio de 1936 en una familia canaria de clase media, dos semanas antes del estallido de la guerra civil española. Era hijo de Martín Saavedra, empresario pesquero, e Isabel Acevedo. Su abuelo paterno fue Jerónimo Saavedra de la Cruz, el teniente coronel liberal malagueño que llegó a ser gobernador militar de la isla de Gran Canaria en 1879, y que se casó con Luisa Medina, natural de Agaete, en el norte de la isla, y pariente del poeta Tomás Morales Castellano.
En 1940 Saavedra inició sus estudios en el colegio jesuita de Las Palmas, colegio conocido por no tener una dura educación franquista, y donde permaneció hasta los 16 años, cuando terminó el bachillerato. En octubre de 1953 inició la carrera de Derecho en la Universidad de La Laguna de Tenerife, trasladándose en 1956 a Madrid, donde finalizó sus estudios en 1958 en la Universidad Complutense de Madrid. Se especializó en derecho laboral y sindical y comenzó a trabajar como profesor asistente.
Después de obtener su doctorado en derecho, Saavedra se mudó en 1959 a Colonia para mejorar su alemán y entrar en contacto con el experto en derecho laboral y académico Hans Carl Nipperdey. Tras regresar brevemente a Madrid, Saavedra se instaló en Florencia, Italia, para estudiar el movimiento sindical internacional.
Entre 1959 y 1962 estudió la diplomatura en Administración de Empresas en la Escuela de Organización Industrial de Madrid y en la Escuela Internacional de Derecho Laboral Comparado de Trieste, Italia. De regreso a Madrid en 1967, cofundó el Centro de Estudios de Problemas Contemporáneos. En 1970 Saavedra se convirtió en catedrático de derecho laboral en la Universidad de La Laguna.
En el verano de ese año, Saavedra, junto con otros juristas e intelectuales, impulsó la creación del Instituto Universitario de la Empresa, una plataforma institucional para canalizar el debate sobre el nuevo régimen económico y fiscal de Canarias que entonces se debatía. Este instituto convocó varias reuniones sectoriales y concluyó con 64 criterios que sentaron las bases del futuro Estatuto de Autonomía de Canarias, lo cual sólo sería posible con la llegada de la democracia.

## Carrera política temprana
Saavedra se unió al Partido Socialista Obrero Español (PSOE) y a la Unión General de Trabajadores (UGT) en el verano de 1972. Participó en el XXIV Congreso del PSOE en 1972 en Toulouse y fue secretario en el XXV Congreso de 1974 en Suresnes, siendo este último el que rompió con la tradición clandestina del partido y permitió su expansión en Canarias.
En las primeras elecciones democráticas de 1977, Saavedra fue elegido diputado a las Cortes Constituyentes en representación de Las Palmas y pasó a formar parte de la Comisión de Asuntos Constitucionales y Libertades Públicas que se encargó de redactar la Constitución de España. Fue diputado por primera vez al Congreso de los Diputados hasta 1983.
Entre 1977 y 1983, y entre 1988 y 1997 fue secretario general del Partido Socialista de Canarias (PSC-PSOE).

## Presidente de Canarias (1983-1987, 1991-1993)

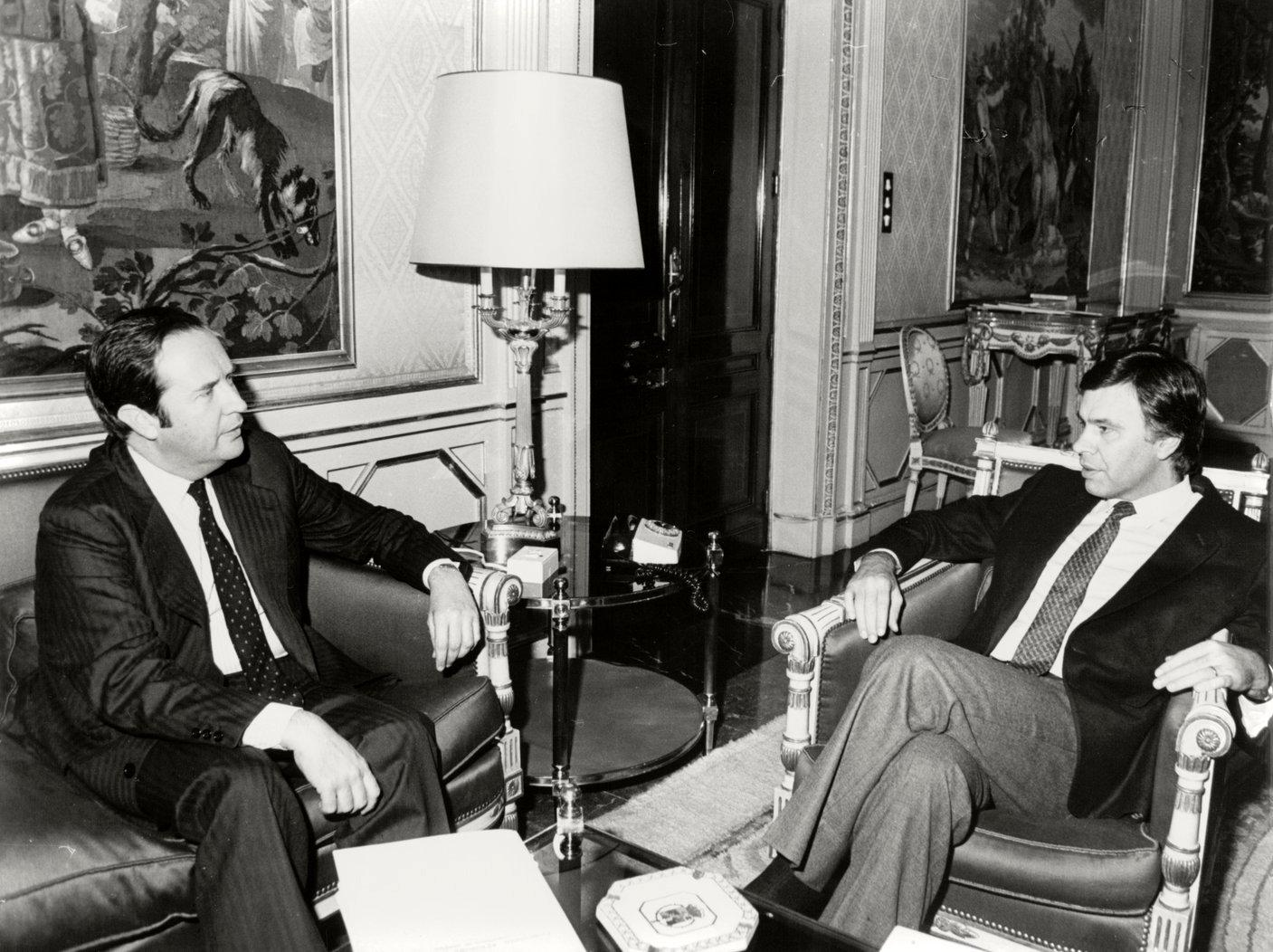
Saavedra (izquierda) reuniéndose con el presidente del Gobierno español Felipe González, 14 de agosto de 1983.

Durante la transición española a la democracia, en abril de 1978 se inició el proceso de constitución de Canarias como comunidad autónoma. El 14 de abril, Saavedra fue nombrado vicepresidente primero de la Junta de Canarias, el órgano ejecutivo y legislativo anterior a la autonomía. A este órgano provisional le correspondió principalmente redactar el nuevo Estatuto de Autonomía, recibir el traspaso simbólico de competencias en Cultura y Urbanismo, e instar traspasos en Educación «para hacer comprensible a la mayoría de los ciudadanos que la autonomía era conveniente y necesaria».

### Primer mandato: 1983-1987
En agosto de 1982, las Cortes Generales aprobaron el nuevo Estatuto de Autonomía de Canarias y Saavadera fue elegido presidente interino del primer gobierno autonómico.
En las primeras elecciones autonómicas celebradas el 8 de mayo de 1983, fue elegido diputado al Parlamento de Canarias por la circunscripción de Gran Canaria. Dimitió como diputado en el Congreso de los Diputados y fue elegido el 7 de junio de ese año presidente de Canarias. El gobierno de Saavedra tuvo que diseñar las estructuras de una administración regional recién creada. En otoño de 1983 impulsó el Festival de Música de Canarias, que se creó en 1984 y celebró sus primeras representaciones en 1985.
El 21 de junio de 1985 dimitió tras prosperar un informe en el Parlamento opuesto al Acta de Adhesión de España a las Comunidades Europeas, en referencia al Protocolo II sobre Canarias, que se había firmado unos días antes. Aun así, el 15 de julio siguiente, gracias al «Pacto para el Progreso» firmado por el PSC-PSOE, el Partido Comunista y las fuerzas nacionalistas, volvió a jurar como presidente de Canarias. Saavedra se presentó a la reelección en 1987. Aunque su partido obtuvo una pluralidad de escaños, un acuerdo de centro derecha convirtió a Fernando Fernández Martín en el nuevo presidente el 30 de julio de 1987.

### Segundo mandato: 1991-1993
En 1990 el PSC-PSOE le volvió a elegir candidato a la presidencia de las islas en las elecciones de 1991. Saavedra volvió a ganar las elecciones y el 10 de julio de 1991 prestó juramento como presidente por cuarta vez. El 31 de marzo de 1993, una votación de censura encabezada por Manuel Hermoso, que era vicepresidente de Saavedra, junto con el resto de partidos excepto el Partido Popular de Canarias derrocó al gobierno de Saavedra. Tres meses después, el parlamento canario le nombró senador.

## En el gobierno nacional
Con la victoria del PSOE en las elecciones generales de 1993, el recién reelegido presidente del Gobierno de España, Felipe González, nombró a Saavedra Ministro de Administraciones Públicas de España, cargo en el que prestó juramento el 14 de julio de 1993. El 29 de julio dimitió como senador y como diputado del parlamento canario. Como ministro impulsó el Plan de Modernización de la Administración y gestionó el traspaso de poderes a las Comunidades Autónomas.
En la reorganización del gobierno de González de 1995, Saavedra fue nombrado Ministro de Educación y Ciencia de España. Prestó juramento el 4 de julio de 1995 y ocupó el cargo hasta el 5 de mayo de 1997, cuando fue sucedido por Esperanza Aguirre.

### Años posteriores

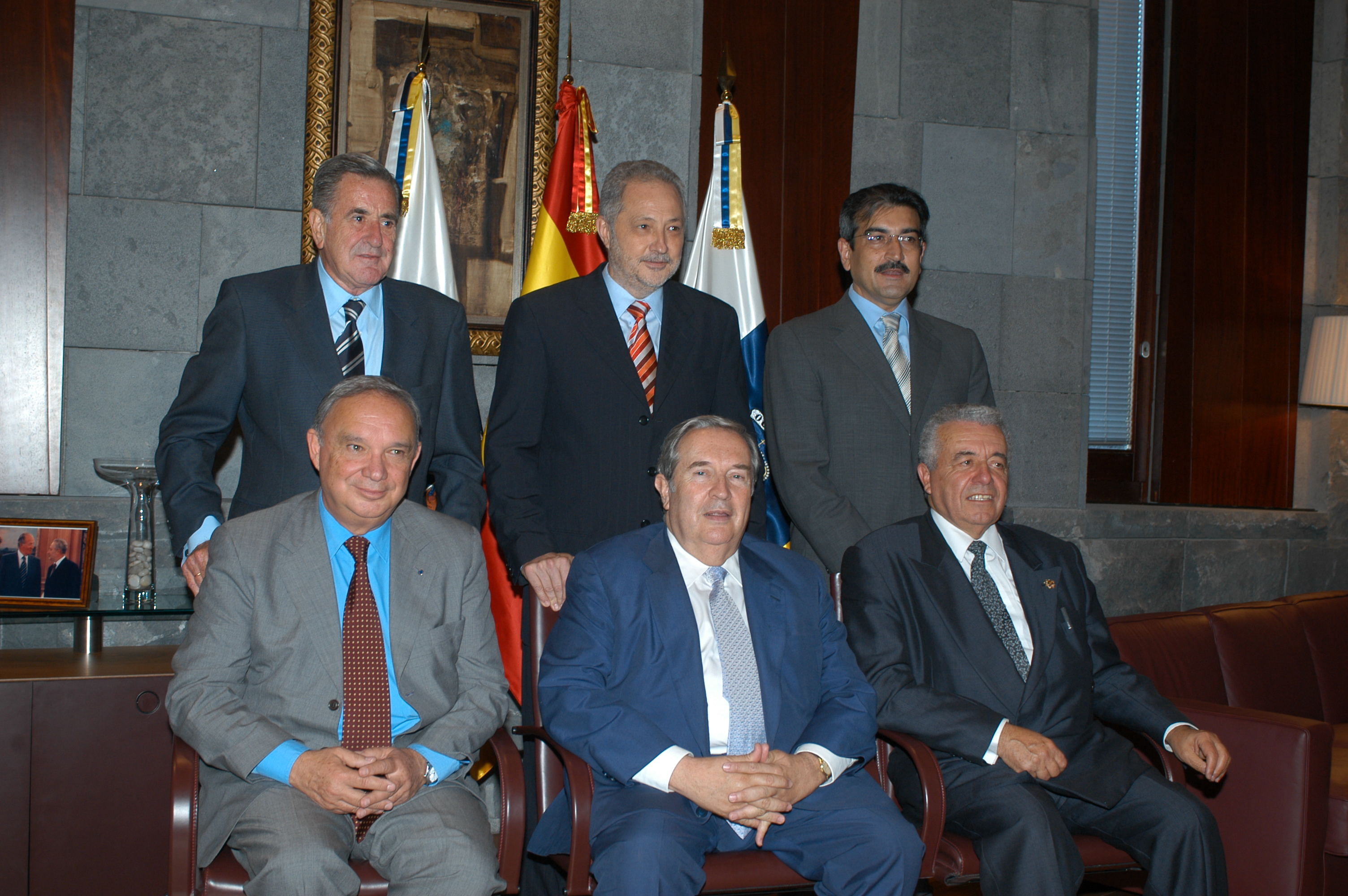
Saavedra (primera fila en el centro) con los demás presidentes de Canarias, 28 de mayo de 2004.

El Parlamento de Canarias le nombró nuevamente senador, asumiendo el cargo el 20 de julio de 1999 y hasta el 22 de julio de 2003. Saavedra volvió a presentarse a la presidencia de Canarias en las elecciones de 1999, pero no tuvo éxito. Entre 2004 y 2011, y desde 2018 Saavedra fue miembro del Patronato del Teatro Real.
En 2007, fue elegido alcalde de Las Palmas de Gran Canaria con una victoria aplastante, poniendo fin al gobierno de doce años del rival conservador Partido Popular. Ocupó el cargo hasta su derrota en su fallida campaña de reelección en 2011.
Saavedra fue designado diputado del Común (el nombre con el que conoce al defensor del pueblo en Canarias) entre 2011 y 2018, lo que le obligó a abandonar el PSOE.

## Vida personal y muerte
En diciembre de 2000, durante la presentación del libro de Fernando Bruquetas de Castro Outing en España. Los españoles salen del armario, Saavedra anunció públicamente que era gay. Como explicó en el prólogo del libro, su salida del armario fue motivada por la muerte de su pareja Sebastián en un accidente de tránsito ese año, cuando pidió a la familia de Sebastián que su nombre figurara en el obituario.
Tras salir del armario, Saavedra se unió a Miquel Iceta como uno de los primeros políticos abiertamente homosexuales de la historia de España y se convirtió en el primero en ocupar determinados altos cargos públicos: miembro de las Cortes Generales, ministro, alcalde de una capital de provincia y presidente de una comunidad autónoma.
También fue masón, habiendo sido iniciado en la Logia de Lisboa en 1989, siendo el primer ministro masón de la democracia española. Miembro de la Gran Logia de España, Saavedra formaba parte de Abora 87, una logia ubicada en La Palma.
Su sobrina, Marta Saavedra, es senadora del PSOE por Gran Canaria desde 2023.
Saavedra falleció el 21 de noviembre de 2023 a la edad de 87 años en su casa de Las Palmas de Gran Canaria. Esa misma tarde se inauguró la capilla funeraria en las Casas Consistoriales de Las Palmas. El gobierno municipal y el gobierno de Canarias decretaron tres días de luto oficial. La tarde del 22 de noviembre, Saavedra fue enterrado en el cementerio del barrio de Vegueta, el distrito de Las Palmas donde vivió toda su vida.

## Premios y honores
- Gran Cruz de la Orden de Carlos III (1996) [34]
- Gran Cruz de la Orden Civil de Alfonso X el Sabio (1998) [35]
- Medalla de Oro de Canarias (2015) [36]
- Premio Especial en ARN Cultura & Business Pride (2017) [37]
- Medalla de Oro del Fundador con distintivo rojo por la Gran Logia de España (2022) [38]